# Classic Game Room
Pour les articles homonymes, voir CGR.

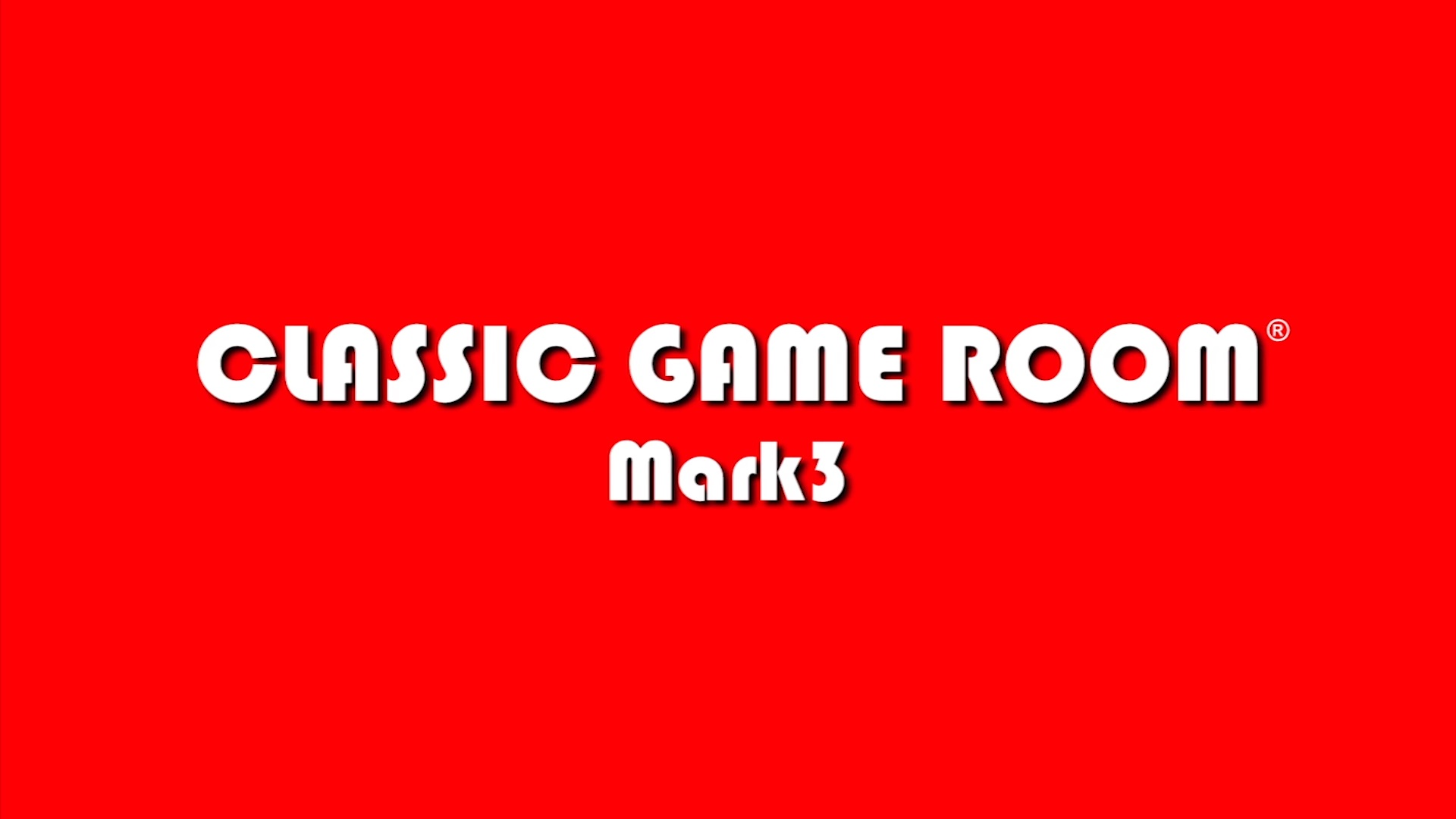
Actuel logo de Classic Game Room (logo remasterisé en 2016)

Classic Game Room (souvent abrégé CGR) est une émission de critiques de jeux vidéo sur Internet créée par Mark Bussler en 1999 sous le nom The Game Room. Il s'agissait de l'une des premières émission des critiques de jeux vidéo professionnelles sur Internet. En 2012, l'émission cumulait plus de 315 millions de vues.

## Histoire
L'émission a été lancée par FromUSAlive jusqu'en 2000. Elle revient de 2008 à 2012 sur YouTube puis rejoint Dailymotion où elle est encore diffusée. Elle revient sur YouTube en 2014.
Mark Bussler a lancé 2 projets Kickstarter en lien avec l'émission qui ont abouti : un DVD best of de Classic Game Room pour le 15e anniversaire de l'émission en 2014 et une vidéo de critique long format du jeu Musha Aleste: Full Metal Fighter Ellinor en 2016. L'émission est financée par plus de 1000 contributeurs sur Patreon.